# Pseudojanira justi
Pseudojanira justi är en kräftdjursart som beskrevs av Serov och Wilson 1999. Pseudojanira justi ingår i släktet Pseudojanira och familjen Pseudojaniridae. Inga underarter finns listade i Catalogue of Life.